# Пузовца
Пузовца — река в России, протекает в Мантуровском районе Костромской области. Устье реки находится в 101 км по правому берегу реки Унжа. Длина реки составляет 10 км.
Исток реки расположен северо-восточнее деревни Полома в 30 км к юго-западу от Мантурово. Течёт на юг, пересекает в деревне Ступино автотрассу Р-98 на участке Макарьев — Мантурово. Впадает в Унжу ниже деревни Медведево.

## Данные водного реестра
По данным государственного водного реестра России относится к Верхневолжскому бассейновому округу, водохозяйственный участок реки — Унжа от истока и до устья, речной подбассейн реки — Бассей притоков Волги ниже Рыбинского водохранилища до впадения Оки. Речной бассейн реки — (Верхняя) Волга до Куйбышевского водохранилища (без бассейна Оки).
По данным геоинформационной системы водохозяйственного районирования территории РФ, подготовленной Федеральным агентством водных ресурсов:
- Код водного объекта в государственном водном реестре — 08010300312110000016010
- Код по гидрологической изученности (ГИ) — 110001601
- Код бассейна — 08.01.03.003
- Номер тома по ГИ — 10
- Выпуск по ГИ — 0